# Roccabruna (Italia)
Roccabruna (La Ròcia ëd Droné in piemontese, La Ròcha o Ròcabruna in occitano) è un comune italiano di 1 523 abitanti della provincia di Cuneo in Piemonte. Si trova all'imbocco della Val Maira, su un territorio panoramico che sovrasta la vicina Dronero.

## Origini del nome
Il nome di Roccabruna risale ad un atto pubblico datato 28 maggio 1028, quando non esistevano ancora né Dronero e neppure Cuneo. In questo documento il marchese Olderico Manfredi e sua moglie Berta, donavano alla nuova Abbazia di Caramagna alcuni loro possedimenti in Zurzana, Sancto Damiano, Pagliario, Stroppo, Prada, Sancto Michaelo, Cilio, Paterno e Rocabruna.

## Storia
Il territorio di Roccabruna è abitato fin dalla preistoria dalle popolazioni Celte - Liguri, prima della sottomissione a Roma; vi si possono trovare resti romani nell'area della Cappella di San Ponzio, dove è custodita un'epigrafe romana trovata nella zona assieme a altri reperti archeologici.
Roccabruna quindi seguì nei secoli le alterne vicende della vicina Dronero, di cui fu parte integrante per diverso tempo.
In un documento del 1226, riguardante a privilegi alla Canonica di Oulx, vengono nominate le chiese di San Giuliano e di Santa Maria di Foglianzane, tuttora esistenti.
Benché passato verso la metà del XIII secolo, con la Valle Maira, sotto il dominio del Marchesato di Saluzzo, il paese mantenne una certa indipendenza, tanto da darsi propri Statuti e ottenere un primo parziale distacco da Dronero e quindi poi dotandosi di una legislazione propria.
Il territorio passò quindi in mano ai Signori di Saluzzo, che lo riassemblarono con Dronero; ma nel 1694 ci fu la separazione definitiva dal paese e quindi Roccabruna acquistò la definita autonomia.
Tra le personalità legate a Roccabruna possiamo ricordare Giacomo Inaudi.

### Simboli
Lo stemma e il gonfalone del comune di Roccabruna sono stati concessi con decreto del presidente della Repubblica del 9 agosto 1978.
Su di un campo d'azzurro sono raffigurate le due rocce che sovrastano le borgate: Rocca Cubiera e Rocca Bruna.
Il gonfalone è un drappo partito di bianco e di azzurro.

## Monumenti e luoghi d'interesse

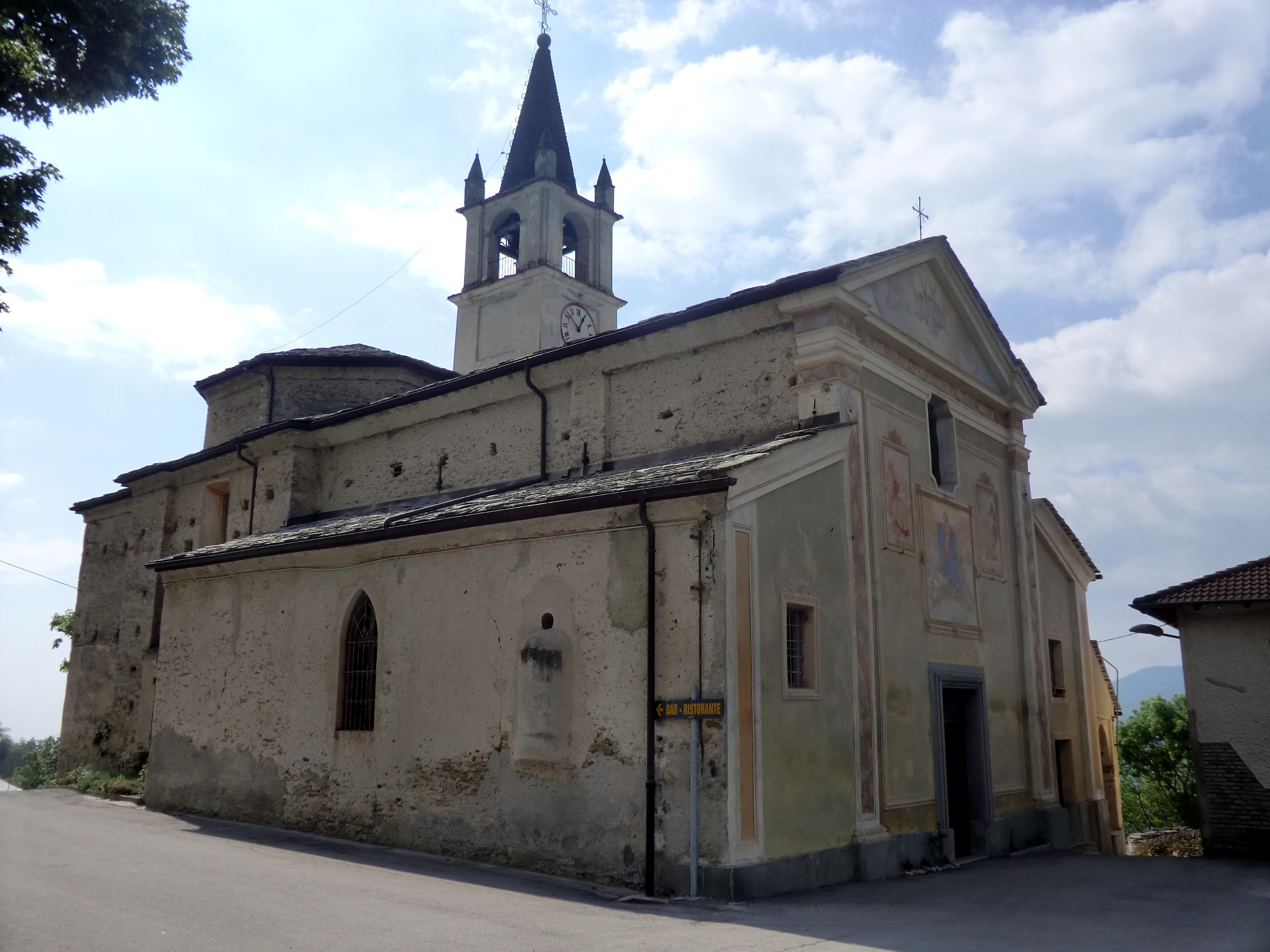
Chiesa Maria Vergine Assunta

- Chiesa di Santa Maria Vergine Assunta, in borgata Centro: situata in posizione panoramica, l'interno della chiesa è riccamente decorato, al suo interno conserva un acquasantino e un fonte battesimale del XVII secolo di autore ignoto; parrocchia originaria del paese.
- Santuario di Sant'Anna, in borgata Sant'Anna
- Chiesa di San Giuliano, in borgata San Giuliano: fondata precedentemente al 1150, dai monaci di Oulx, dell'antica costruzione rimane la base del campanile mentre il resto dell'edificio è il risultato di modifiche posteriori; seconda parrocchia istituita nel 1834.
- Santuario della Natività della Vergine, in borgata Foglienzane: santuario presente e citato sin dal XIII secolo
- Parrocchia nuova di Sacra Famiglia, in borgata Prarosso: realizzata nel 1996, la moderna chiesa è un'architettura sacra contemporanea; terza parrocchia istituita nel 1962

- Altri luoghi sacri nel territorio comunale:
  - Cappella della SS. Trinità, in borgata Castello
  - Cappella di San Bartolomeo, in borgata Guardiola
  - Cappella di San Magno, in borgata Norat
  - Cappella di San Rocco, in borgata Castello
  - Cappella di Santa Lucia, in borgata Giorsetti
  - Cappella di San Ponzio, nell'omonima borgata

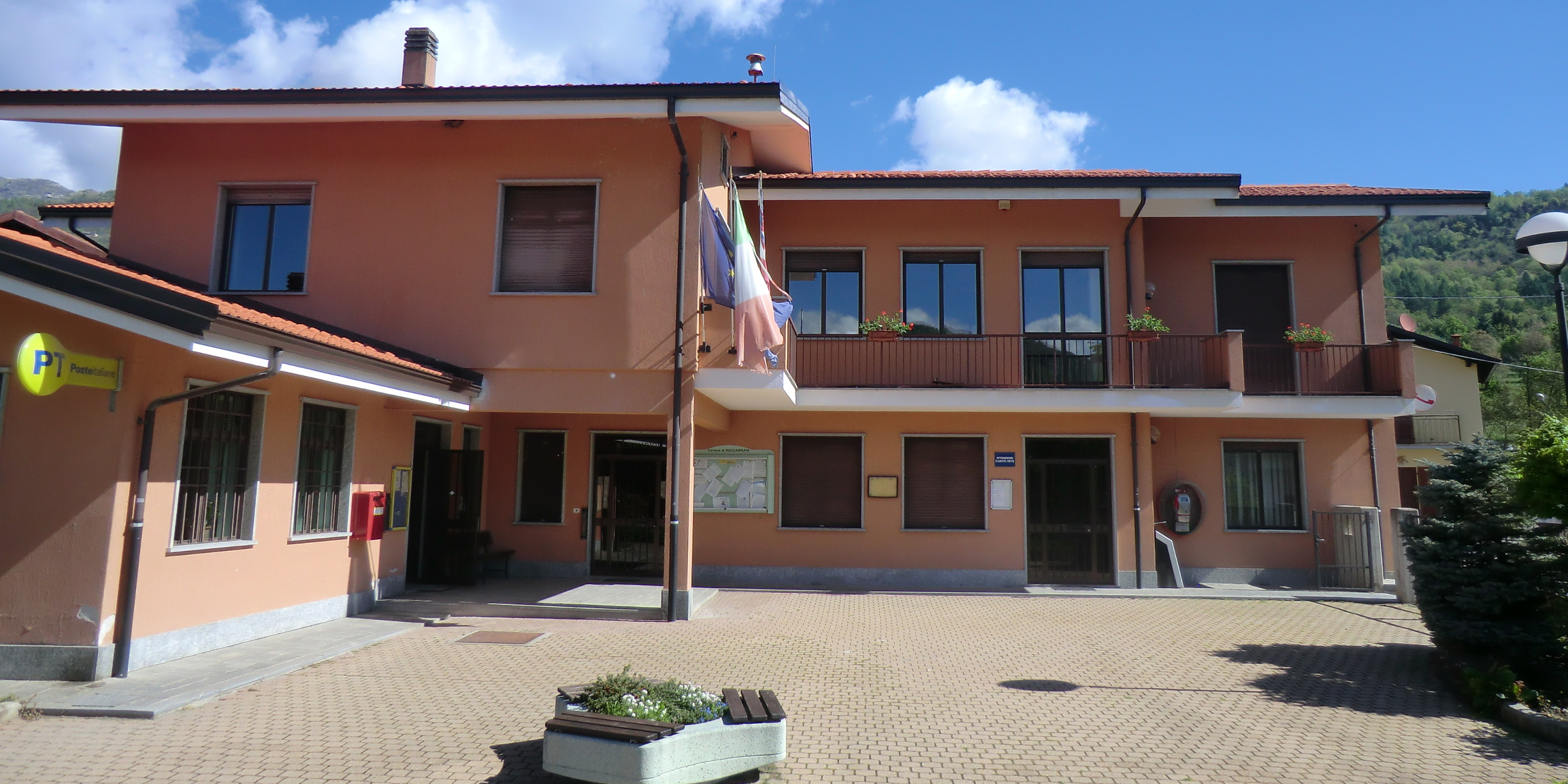
Il palazzo municipale

## Società

### Evoluzione demografica
Abitanti censiti

### Etnie e minoranze straniere
Secondo i dati Istat al 31 dicembre 2017, i cittadini stranieri residenti a Roccabruna sono 106, così suddivisi per nazionalità, elencando per le presenze più significative:
1. Romania, 32
2. Albania, 25

## Geografia antropica

### Borgate
Il comune di Roccabruna conta 93 borgate, ma la maggioranza di esse sono oramai disabitate.

#### Margaria
La località, che si raggiunge tramite una stretta strada asfaltata, è meta di appassionati di racconti esoterici e di trekking. Infatti, partendo da Gorra-Margaria, ci sono numerosissimi sentieri che conducono in dolce salita verso la borgata Bernard o verso altri itinerari. 
Da Sant'Anna di Roccabruna, si arriva a Gorra-Margaria utilizzando la "via dei catari". Anticamente si dice che i catari, perseguitati in Francia, utilizzassero tale strada per trovare rifugio nella val Maira. Come i catari, passarono di lì anche alcuni alchimisti che si dice fossero diretti a Dronero.
Infine, la strada che dalla via dei catari conduce in frazione Margaria, proprio all'incrocio di frazione Gorra, presenta un'antica cappelletta cristiana sulla quale è posta una croce in ferro battuto con una rosa in mezzo, simbolo dei Rosacroce.

## Amministrazione
Di seguito è presentata una tabella relativa alle amministrazioni che si sono succedute in questo comune.
| Periodo        | Periodo        | Primo cittadino      | Partito                                 | Carica  | Note   |
| -------------- | -------------- | -------------------- | --------------------------------------- | ------- | ------ |
| 15 giugno 1985 | 18 maggio 1990 | Giuseppe Giorsetti   | Democrazia Cristiana                    | Sindaco | [ 10 ] |
| 18 maggio 1990 | 19 luglio 1994 | Giuseppe Giorsetti   | Democrazia Cristiana                    | Sindaco | [ 10 ] |
| 29 luglio 1994 | 24 aprile 1995 | Pier Angelo Olagnero | Democrazia Cristiana                    | Sindaco | [ 10 ] |
| 24 aprile 1995 | 14 giugno 1999 | Pier Angelo Olagnero | -                                       | Sindaco | [ 10 ] |
| 14 giugno 1999 | 14 giugno 2004 | Livio Acchiardi      | lista civica                            | Sindaco | [ 10 ] |
| 14 giugno 2004 | 15 aprile 2009 | Livio Acchiardi      | lista civica                            | Sindaco | [ 10 ] |
| 8 giugno 2009  | 26 maggio 2014 | Claudio Garnero      | lista civica                            | Sindaco | [ 10 ] |
| 26 maggio 2014 | 27 maggio 2019 | Claudio Garnero      | lista civica Collaborazione e progresso | Sindaco | [ 10 ] |
| 27 maggio 2019 | in carica      | Marco Arneodo        | lista civica Collaborazione e progresso | Sindaco | [ 10 ] |

### Altre informazioni amministrative
Il comune faceva parte della comunità montana Valli Grana e Maira.